# 185P/Petriew
185P/Petriew – kometa krótkookresowa, należąca do rodziny Jowisza. Jest to także obiekt typu NEO.

## Odkrycie
Kometa została odkryta 18 sierpnia 2001 roku na Wzgórzach Cyprysowych w prowincji Saskatchewan w Kanadzie. Jej odkrywcą był astronom amator Vance Avery Petriew.

## Orbita komety i właściwości fizyczne
Orbita komety 185P/Petriew ma kształt elipsy o mimośrodzie 0,7. Jej peryhelium znajduje się w odległości 0,93 j.a., aphelium zaś 5,27 j.a. od Słońca. Jej okres obiegu wokół Słońca wynosi 5,46 roku, nachylenie do ekliptyki to wartość 14˚.
Jądro tej komety ma rozmiary maksymalnie kilku km.